# 斯图尔特·威廉斯
斯图尔特·威廉斯（英語：Stuart Williams，1967年9月19日—），新西兰男子自行车运动员。他曾代表新西兰参加1990年英联邦运动会自行车比赛，获得一枚金牌。他也曾参加1988年和1992年夏季奥运会。